# Estadio Lírio Callou
El Estadio Lírio Callou, conocido como Inaldão, es un estadio de fútbol de la ciudad de Barbalha, en el estado de Ceará, con capacidad para 5.000 personas y perteneciente a la alcaldía de Barbalha.